# زیپپرول
زیپپرول (انگلیسی: Zipeprol) نوعی سرکوب کننده مرکزی سرفه است و به عنوان یک بیحس کننده موضعی نیز عمل میکند. این دارو در فرانسه و برخی کشورهای آسیایی و آمریکای جنوبی توزیع و تجویز میشود و در ایالات متحده و دیگر کشورهای اروپایی در دسترس نیست.